# Cristo crocifisso (Murillo Timken Museum of Art)
Cristo crocifisso è un dipinto del pittore spagnolo Bartolomé Esteban Murillo realizzato circa nel 1660-1670 e conservato nel Timken Museum of Art a San Diego negli Stati Uniti d'America.

## Descrizione
Il dipinto ha per soggetto la Gesù in croce. La testa è rivolta verso il cielo. Alla base del ceppo della croce ci sono un osso e un teschio. In basso, in profondità, si intravedono appena, avvolti da nuvole, i contorni degli edifici di Gerusalemme. La luce è presente nel corpo di Cristo, un po' meno nella zona del teschio e in alto a sinistra, mentre il resto dello sfondo è decisamente scuro.